# Челикіно
Чели́кіно (рос. Челыкино, марій. Чолемсола) — присілок у складі Волзького району Марій Ел, Росія. Входить до складу Емековського сільського поселення.

## Населення
Населення — 40 осіб (2010; 60 у 2002).
Національний склад (станом на 2002 рік):
- марі — 100 %